# موسى دومبيا
موسى دومبيا (بالفرنسية: Moussa Doumbia)‏ (15 أغسطس 1994 بباماكو في مالي - ) هو لاعب كرة قدم مالي في مركز الوسط، شارك في كأس الأمم الأفريقية 2017. وشارك مع منتخب مالي لكرة القدم. أما مع النوادي، فقد لعب مع ريال باماكو ونادي روستوف ونادي العدالة السعودي.

## وصلات خارجية
- موسى دومبيا على موقع الاتحاد الأوربي (الإنجليزية)
- موسى دومبيا على موقع قاعدة بيانات كرة القدم.إي يو (الإنجليزية)
- موسى دومبيا على موقع ناشيونال فوتبول تيمز (الإنجليزية)
- موسى دومبيا على موقع Soccerbase.com (لاعب) (الإنجليزية)
- موسى دومبيا على موقع Soccerway.com (الإنجليزية)
- موسى دومبيا على موقع عالم كرة القدم.نت (الإنجليزية)
- موسى دومبيا على موقع AS.com (الإسبانية)